# Hemvärnets Musikkår Umeå
Hemvärnets musikkår Umeå (HVMK Umeå) är en svensk militär musikkår ingående i Hemvärnsmusiken.

## Historia
Musikkåren bildades 1976 som Vännäs promenadorkester och hette 1977-1985 Vännäs Brassband och 1985-1992 Vännäs Musikkår. Musikkåren är sedan 1992 hemvärnsmusikkår och heter sedan 2004 Hemvärnets musikkår Umeå.